# Белоглазки
Белоглазки, или настоящие белоглазки (лат. Zosterops), — род воробьиных птиц из семейства белоглазковых (Zosteropidae).
Область распространения простирается от Афротропики через восточный вплоть до австралийского-азиатского экорегиона. Наиболее выделяющийся признак белоглазок — это белое окологлазное кольцо. Впрочем, у некоторых видов оно может быть также чёрным или вовсе отсутствовать. Длина тела отдельных видов варьирует между 8 и 15 см.

## Классификация
Международный союз орнитологов относит к роду 113 видов:
- Zosterops abyssinicus Guérin-Méneville, 1843 — Сомалийская белоглазка
- † Zosterops albogularis Gould, 1837 — Норфолкская белоглазка, или белогорлая белоглазка
- Zosterops aldabrensis Ridgway, 1894
- Zosterops anderssoni Shelley, 1892
- Zosterops anjuanensis Newton, E, 1877
- Zosterops anomalus A. B. Meyer & Wiglesworth, 1896
- Zosterops atricapilla Salvadori, 1879 — Чернолобая белоглазка
- Zosterops atriceps G. R. Gray, 1861 — Батианская белоглазка
- Zosterops atrifrons Wallace, 1864 — Золотогорлая белоглазка
- Zosterops auriventer Hume, 1878
- Zosterops borbonicus (Pennant, 1781) — Маскаренская белоглазка
- Zosterops brunneus (Salvadori, 1903) — Бурый спейропс
- Zosterops buruensis Salvadori, 1878 — Буруанская белоглазка
- Zosterops ceylonensis Holdsworth, 1872 — Цейлонская белоглазка
- Zosterops chloris Bonaparte, 1850 — Молуккская белоглазка
- Zosterops chloronothos (Vieillot, 1817) — Маврикийская оливковая белоглазка[4]
- Zosterops chrysolaemus Salvadori, 1876
- Zosterops cinereus (Kittlitz, 1832) — Бурая белоглазка
- Zosterops citrinella Bonaparte, 1850
- Zosterops comorensis Shelley, 1900
- Zosterops consobrinorum A. B. Meyer, 1904 — Целебесская белоглазка
- Zosterops conspicillatus (Kittlitz, 1833) — Белоглазка-говорушка
- Zosterops crookshanki Mayr & Rand, 1935
- Zosterops dehaani van Bemmel, 1939
- Zosterops emiliae (Sharpe, 1888) — Черноочковая белоглазка, или черноглазка
- Zosterops erythropleurus Swinhoe, 1863 — Буробокая белоглазка
- Zosterops eurycricotus G. A. Fischer & Reichenow, 1884
- Zosterops everetti Tweeddale, 1878 — Серогрудая белоглазка
- Zosterops explorator E. L. Layard, 1875 — Белоглазка Лайарда
- Zosterops feae Salvadori, 1901
- Zosterops ficedulinus Hartlaub, 1866 — Инжировая белоглазка
- Zosterops finschii (Hartlaub, 1868)
- Zosterops flavifrons (J. F. Gmelin, 1789) — Желтолобая белоглазка
- Zosterops flavilateralis Reichenow, 1892
- Zosterops flavissimus Hartert, 1903
- Zosterops flavus (Horsfield, 1821) — Яванская белоглазка
- Zosterops fuscicapilla Salvadori, 1876 — Арфакская желтобрюхая белоглазка
- Zosterops gibbsi Dutson, 2008
- Zosterops grayi Wallace, 1864 — Белоглазка Грея
- Zosterops griseotinctus G. R. Gray, 1858 — Сероватая белоглазка
- Zosterops griseovirescens Barboza du Bocage, 1893 — Аннобонская белоглазка
- Zosterops hamlini Murphy, 1929
- Zosterops hypolais Hartlaub & Finsch, 1872
- Zosterops hypoxanthus Salvadori, 1881
- Zosterops inornatus E. L. Layard, 1878 — Неукрашенная белоглазка
- Zosterops japonicus Temminck & Schlegel, 1847 — Японская белоглазка[A]
- Zosterops kaffensis Neumann, 1902
- Zosterops kasaicus Chapin, 1932
- Zosterops kikuyuensis Sharpe, 1891
- Zosterops kirki Shelley, 1880
- Zosterops kuehni Hartert, 1906 — Амбоинская белоглазка
- Zosterops kulambangrae Rothschild & Hartert, 1901 — Пальмовая белоглазка
- Zosterops lacertosus (Murphy & Mathews, 1929) — Быстрая вудфордия
- Zosterops lateralis (Latham, 1801) — Серебряная белоглазка, или австралийская белоглазка
- Zosterops leucophaeus (Hartlaub, 1857) — Серебристый спейропс
- Zosterops lugubris (Hartlaub, 1848) — Черноголовый спейропс
- Zosterops luteirostris Hartert, 1904 — Желтоклювая белоглазка
- Zosterops luteus Gould, 1843 — Жёлтая белоглазка, или мангровая белоглазка
- Zosterops maderaspatanus (Linnaeus, 1766) — Мадагаскарская белоглазка
- Zosterops mauritianus (J. F. Gmelin, 1789)
- Zosterops mayottensis Schlegel, 1867 — Каштановобокая белоглазка
- Zosterops mbuluensis W. L. Sclater & Moreau, 1935
- Zosterops meeki Hartert, 1898 — Тагульская белоглазка
- Zosterops melanocephalus G. R. Gray, 1862 — Белоглазка-монашка
- Zosterops melanurus Hartlaub, 1865
- Zosterops meratusensis Irham, Haryoko, Shakya, Mitchell, S, Burner, Bocos, Eaton, Rheindt, Suparno, Sheldon & Prawiradilaga, 2021
- Zosterops metcalfii Tristram, 1894 — Желтогорлая белоглазка
- Zosterops meyeni Bonaparte, 1850
- Zosterops minor A. B. Meyer, 1874
- Zosterops minutus E. L. Layard, 1878 — Муравьиная белоглазка
- Zosterops modestus E. Newton, 1867 — Сейшельская белоглазка
- Zosterops mouroniensis Milne-Edwards & Oustalet, 1885 — Коморская белоглазка, или карталинская белоглазка[4]
- Zosterops murphyi Hartert, 1929 — Белоглазка Мёрфи
- Zosterops mysorensis A. B. Meyer, 1874 — Биакская белоглазка
- Zosterops natalis Lister, 1889 — Белолобая белоглазка
- Zosterops nehrkorni W. Blasius, 1888
- Zosterops nigrorum Tweeddale, 1878 — Филиппинская белоглазка
- Zosterops novaeguineae Salvadori, 1878 — Новогвинейская белоглазка
- Zosterops oblitus Hartert, EJO, 1929
- Zosterops oleagineus Hartlaub & Finsch, 1872 — Япская рукия, или темноухая рукия
- Zosterops olivaceus (Linnaeus, 1766) — Оливковая белоглазка
- Zosterops pallidus Swainson, 1838 — Бледная белоглазка
- Zosterops palpebrosus (Temminck, 1824) — Восточная белоглазка
- Zosterops paruhbesar Irham, Prawiradilaga, Menner, O'Connell, Kelly, Analuddin, Karya, Meads, Marples & Rheindt, 2022
- Zosterops poliogastrus Heuglin, 1861 — Желтобрюхая белоглазка
- Zosterops ponapensis Finsch, 1876
- Zosterops rendovae Tristram, 1882 — Серогорлая белоглазка
- Zosterops rennellianus Murphy, 1929 — Реннельская белоглазка
- Zosterops rotensis Taka-Tsukasa & Yamashina, 1931
- Zosterops samoensis Murphy & Mathews, 1929 — Самоанская белоглазка
- Zosterops sanctaecrucis Tristram, 1894 — Одноцветная белоглазка
- † Zosterops semiflavus E. Newton, 1867
- Zosterops semperi Hartlaub, 1868
- Zosterops senegalensis Bonaparte, 1850 — Сенегальская белоглазка
- Zosterops silvanus J. L. Peters & Loveridge, 1935
- Zosterops simplex Swinhoe, 1861[B]
- Zosterops socotranus Neumann, 1908
- Zosterops somadikartai Indrawan, Rasmussen & Sunarto, 2008
- Zosterops splendidus Hartert, 1929
- Zosterops stalkeri Ogilvie-Grant, 1910
- Zosterops stenocricotus Reichenow, 1892
- † Zosterops strenuus Gould, 1855 — Лордхауская белоглазка
- Zosterops stresemanni Mayr, 1931 — Малаитская белоглазка
- Zosterops stuhlmanni Reichenow, 1892
- Zosterops superciliosus (North, 1906) — Обыкновенная вудфордия
- Zosterops tenuirostris Gould, 1837 — Тонкоклювая белоглазка
- Zosterops tetiparius Murphy, 1929
- Zosterops uropygialis Salvadori, 1874
- Zosterops vaughani Bannerman, 1924 — Пембанская белоглазка
- Zosterops vellalavella Hartert, 1908 — Веллалавельская белоглазка
- Zosterops virens Sundevall, 1850 — Зелёная белоглазка
- Zosterops winifredae Moreau & W. L. Sclater, 1934
- Zosterops xanthochroa G. R. Gray, 1859 — Лесная белоглазка

Комментарии
1. ↑  Включая горную белоглазку (Zosterops montanus).
2. ↑  Включая белоглазку Сальвадори (Zosterops salvadorii).

Ранее к роду относили очковую белоглазку (Zosterops wallacei), но в результате филогенетических исследований 2009 года её перенесли в род хелей — Heleia wallacei.